# Coupe du monde de saut à ski 1999-2000
Navigation
Édition précédente Édition suivante
L'édition 1999/2000 de la coupe du monde de saut à ski est une compétition sportive internationale rassemblant les meilleurs athlètes mondiaux pratiquant le saut à ski. Elle s'est déroulée entre le 28 novembre 1999 et le 19 mars 2000 et a été remportée par l'Allemand Martin Schmitt suivi de l'Autrichien Andreas Widhoelzl et du Finlandais Janne Ahonen.

## Classement général
| Rang | Nom                | Pays      | Points |
| ---- | ------------------ | --------- | ------ |
| 1    | Martin Schmitt     | Allemagne | 1833   |
| 2    | Andreas Widhoelzl  | Autriche  | 1452   |
| 3    | Janne Ahonen       | Finlande  | 1437   |
| 4    | Sven Hannawald     | Allemagne | 1065   |
| 5    | Andreas Goldberger | Autriche  | 1034   |
| 6    | Ville Kantee       | Finlande  | 836    |
| 7    | Jani Soininen      | Finlande  | 734    |
| 8    | Stefan Horngacher  | Autriche  | 624    |
| 8    | Risto Jussilainen  | Finlande  | 624    |
| 10   | Hideharu Miyahira  | Japon     | 567    |

## Résultats
| Date             | Lieu                   | Vainqueur                                                                      | Deuxième                                                                                  | Troisième                                                                               |
| ---------------- | ---------------------- | ------------------------------------------------------------------------------ | ----------------------------------------------------------------------------------------- | --------------------------------------------------------------------------------------- |
| 27 novembre 1999 | Kuopio                 | Martin Schmitt                                                                 | Andreas Goldberger                                                                        | Matti Hautamaeki                                                                        |
| 28 novembre 1999 | Kuopio                 | Ville Kantee                                                                   | Risto Jussilainen                                                                         | Roberto Cecon                                                                           |
| 4 décembre 1999  | Predazzo               | Andreas Widhoelzl                                                              | Martin Schmitt                                                                            | Andreas Goldberger                                                                      |
| 5 décembre 1999  | Predazzo               | Andreas Widhoelzl                                                              | Jani Soininen                                                                             | Matti Hautamaeki                                                                        |
| 12 décembre 1999 | Villach                | Janne Ahonen                                                                   | Martin Schmitt                                                                            | Andreas Widhoelzl                                                                       |
| 18 décembre 1999 | Zakopane               | Martin Schmitt                                                                 | Janne Ahonen                                                                              | Lasse Ottesen                                                                           |
| 19 décembre 1999 | Zakopane               | Martin Schmitt                                                                 | Janne Ahonen                                                                              | Andreas Widhoelzl                                                                       |
| 29 décembre 1999 | Oberstdorf             | Martin Schmitt                                                                 | Andreas Goldberger                                                                        | Andreas Widhoelzl                                                                       |
| 1er janvier 2000 | Garmisch-Partenkirchen | Andreas Widhoelzl                                                              | Masahiko Harada                                                                           | Janne Ahonen                                                                            |
| 3 janvier 2000   | Innsbruck              | Andreas Widhoelzl                                                              | Martin Schmitt                                                                            | Janne Ahonen                                                                            |
| 6 janvier 2000   | Bischofshofen          | Andreas Widhoelzl                                                              | Janne Ahonen                                                                              | Martin Schmitt                                                                          |
| 8 janvier 2000   | Engelberg              | Martin Schmitt                                                                 | Janne Ahonen                                                                              | Andreas Widhoelzl                                                                       |
| 9 janvier 2000   | Engelberg              | Martin Schmitt                                                                 | Sven Hannawald                                                                            | Janne Ahonen                                                                            |
| 22 janvier 2000  | Sapporo                | Martin Schmitt                                                                 | Janne Ahonen                                                                              | Risto Jussilainen                                                                       |
| 23 janvier 2000  | Sapporo                | Martin Schmitt                                                                 | Jani Soininen                                                                             | Hiroya Saito                                                                            |
| 25 janvier 2000  | Hakuba                 | Finlande - Risto Jussilainen - Ville Kantee - Jani Soininen - Janne Ahonen     | Allemagne - Sven Hannawald - Hansjörg Jäkle - Michael Uhrmann - Martin Schmitt            | Autriche - Andreas Goldberger - Wolfgang Loitzl - Stefan Horngacher - Andreas Widhoelzl |
| 26 janvier 2000  | Hakuba                 | Jani Soininen                                                                  | Andreas Widhoelzl                                                                         | Ville Kantee                                                                            |
| 5 février 2000   | Willingen              | Andreas Widhoelzl                                                              | Janne Ahonen                                                                              | Martin Schmitt                                                                          |
| 6 février 2000   | Willingen              | Andreas Widhoelzl                                                              | Martin Schmitt                                                                            | Janne Ahonen                                                                            |
| 19 février 2000  | Bad Mitterndorf        | Sven Hannawald                                                                 | Andreas Widhoelzl                                                                         | Tommy Ingebrigtsen                                                                      |
| 26 février 2000  | Iron Mountain          | Martin Schmitt                                                                 | Tommy Ingebrigtsen                                                                        | Stefan Horngacher                                                                       |
| 27 février 2000  | Iron Mountain          | Martin Schmitt                                                                 | Andreas Widhoelzl                                                                         | Andreas Goldberger                                                                      |
| 4 mars 2000      | Lahti                  | Janne Ahonen                                                                   | Sven Hannawald                                                                            | Lasse Ottesen                                                                           |
| 5 mars 2000      | Lahti                  | Finlande - Risto Jussilainen - Ville Kantee - Jani Soininen - Janne Ahonen     | Autriche - Andreas Goldberger - Stefan Horngacher - Martin Hoellwarth - Andreas Widhoelzl | Allemagne - Michael Uhrmann - Frank Loeffler - Sven Hannawald - Martin Schmitt          |
| 6 mars 2000      | Lahti                  | Martin Schmitt                                                                 | Janne Ahonen                                                                              | Andreas Goldberger                                                                      |
| 10 mars 2000     | Trondheim              | Sven Hannawald                                                                 | Ville Kantee                                                                              | Janne Ahonen                                                                            |
| 12 mars 2000     | Oslo                   | Sven Hannawald                                                                 | Ville Kantee                                                                              | Janne Ahonen                                                                            |
| 18 mars 2000     | Planica                | Allemagne - Michael Uhrmann - Hansjörg Jäkle - Sven Hannawald - Martin Schmitt | Finlande - Ville Kantee - Risto Jussilainen - Jani Soininen - Janne Ahonen                | Japon - Takanobu Okabe - Kazuyoshi Funaki - Hideharu Miyahira - Noriaki Kasai           |
| 19 mars 2000     | Planica                | Sven Hannawald                                                                 | Janne Ahonen                                                                              | Andreas Goldberger                                                                      |

## Liens & Source
Résultats Officiels FIS